# Pedro José Campos García
Pedro José Campos García (Zaragoza, 1951) es un profesor de Química Orgánica de la Universidad de La Rioja, de la cual fue rector entre 1992 y 1994.

## Carrera académica
Pedro J. Campos se licenció en Químicas por la Universidad de Zaragoza en 1973, campus en el que obtuvo el Premio Extraordinario de Licenciatura. En la Universidad de Oviedo fue profesor entre 1977 y 1980, y obtuvo el título de doctor en 1978. En la Universidad de Wisconsin-Madison desarrolló una estancia investigadora entre 1980 y 1982.
Es titular de la Cátedra de Química Orgánica de la Universidad de La Rioja desde 1994.

## Labor investigadora
Su tarea investigadora se ha dirigido hacia las siguientes líneas: Química Organometálica (compuestos organomercúricos, organolíticos, carbenos de cromo, molibdeno y wolframio), Metodología de Síntesis Orgánica (halogenaciones, heterociclos, sistemas nitrogenados), Fotoquímica Orgánica (azadienos, iminas, metalcarbenos), Química Computacional, Poliésteres para resinas alquídicas y medio ambiente.
Es miembro de la Real Sociedad Española de Química y de la International Union of Pure and Applied Chemistry (IUPAC) y, actualmente, dirige el Centro Propio de Investigación en Síntesis Química (CISQ) de la Universidad de La Rioja.
Ha dirigido una veintena de tesis doctorales, 25 proyectos de investigación básica o aplicada y, en varias ediciones, la Escuela de Verano de Química de la Universidad de La Rioja. Ha publicado más de 75 artículos en revistas internacionales de Química.

## Rector de la Universidad de La Rioja

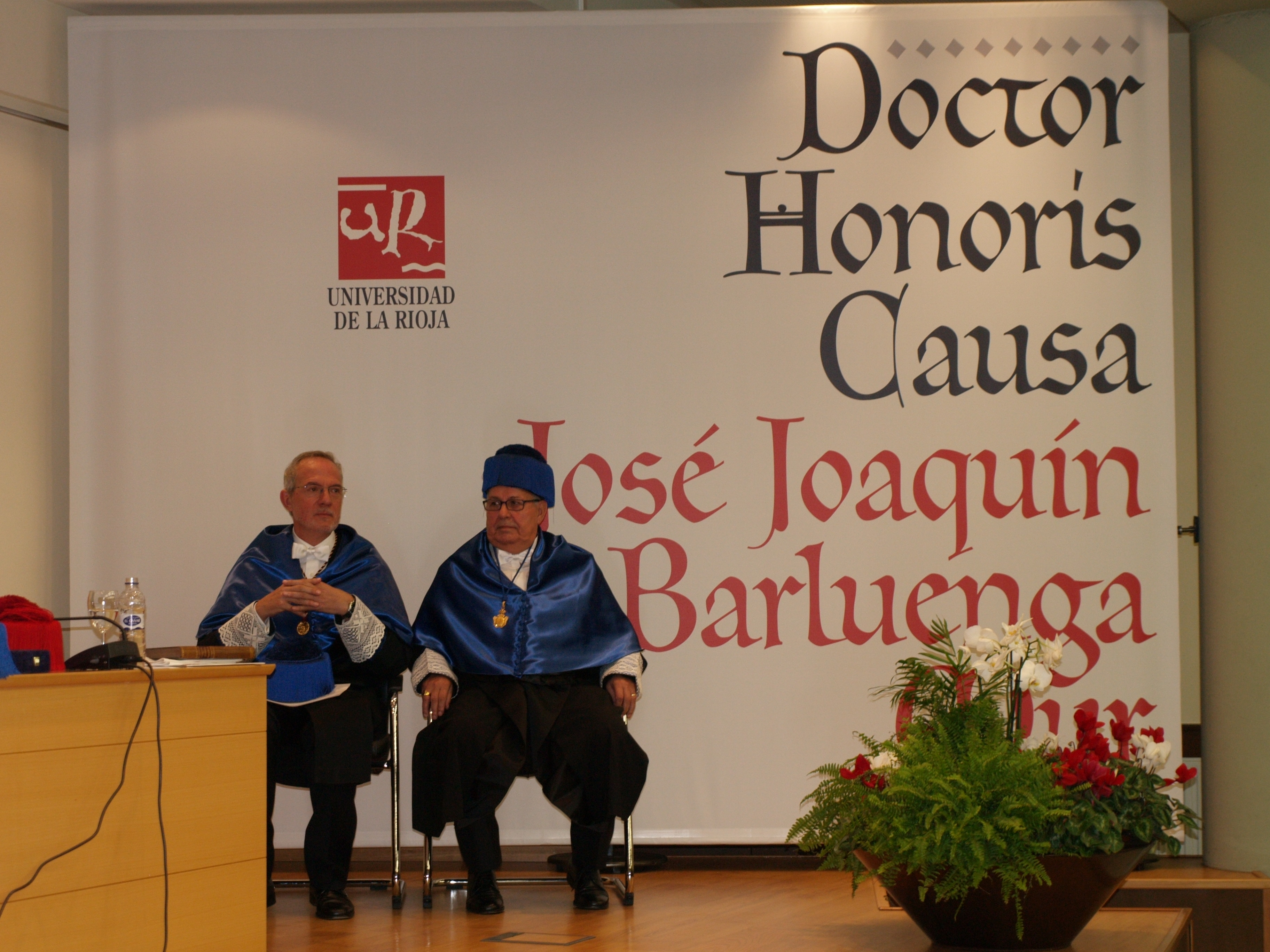
Pedro J. Campos junto a José J. Barluenga, en la ceremonia de imposición del Doctorado 'Honoris Causa' por la Universidad de La Rioja.

En 1992 fue contratado por el Ministerio de Educación y Ciencia como asesor del ministro para la Universidad de La Rioja. El 8 de julio de ese mismo año fue nombrado Presidente de la Comisión Gestora, con funciones de Rector, hasta el 30 de mayo de 1994, al tomar posesión Urbano Espinosa.
Ha sido Departamento de Química de la Universidad de La Rioja y ha formado parte de la Junta de Gobierno y del Consejo Social.

## Distinciones
- Medalla de Honor de la Universidad de La Rioja.
- En la apertura del curso 1995-1996 pronunció la lección magistral titulada La química y el medio ambiente: algunos problemas y soluciones.
- El 29 de octubre de 2010 pronunció la laudatio previa a la imposición del título de la Doctor Honoris Causa por la Universidad de La Rioja a su maestro y amigo José Joaquín Barluenga Mur.[4]

| Predecesor: - | Rector de la Universidad de La Rioja (Presidente de la Comisión Gestora) 1992-1994 | Sucesor: Urbano Espinosa |